# Presó de Fresnes
El centre penitenciari de Fresnes, comunament anomenat la presó de Fresnes, és un establiment penitenciari francès situat a Fresnes, al departament de la Val-de-Marne, a la regió d'Illa de França. Dissenyada per l'arquitecte Henri Poussin i inaugurada el 1898, fou la primera presó parisenca que no es va construir dins de París, sinó en un poble proper, avui dia als sud del afores de la capital.
En el moment de la seva construcció tenia una arquitectura innovadora, amb les seves 1.800 cel·les que complien el requisit d'empresonament individual establert a la llei del 5 de juny del 1875, i amb el seu enfocament higiènic que promovia la circulació de l'aire. Dissenyada per a un màxim de 2.180 detinguts, era la presó més gran del món quan va obrir. Les seves condicions de detenció la convertiren en la presó més moderna del s. XIX (aigua corrent, calefacció a vapor, il·luminació elèctrica, llits metàl·lics, dutxes, muntacàrregues, ascensors, etc.). L'establiment també ha estat inclòs a l'inventari general del patrimoni cultural des del 1995.
avui dia l'establiment té diverses zones sotmeses a diferents règims de detenció, d'aquí la seva pertinença a la categoria de centres penitenciaris. : el centre de detenció preventiva per a homes, el centre de detenció preventiva per a dones, el centre nacional d'avaluació, la unitat hospitalària segura interregional, la unitat hospitalària especialment equipada i el centre de modificació de sentències de Villejuif. La zona penitenciària també inclou l' establiment nacional de salut pública de Fresnes, hereu de la infermeria central de les presons del Sena.
Juntament amb Fleury-Mérogis i la presó de la Santé, Fresnes és un dels tres principals establiments penitenciaris de la regió de París, i també un dels més grans de França. Com la majoria de centres de detenció preventiva, es veu afectat per una important sobrepoblació penitenciària, que es veu agreujada per l'estat ruïnós dels edificis, que contribueix al deteriorament de les condicions de detenció i de treball del personal.

## Història

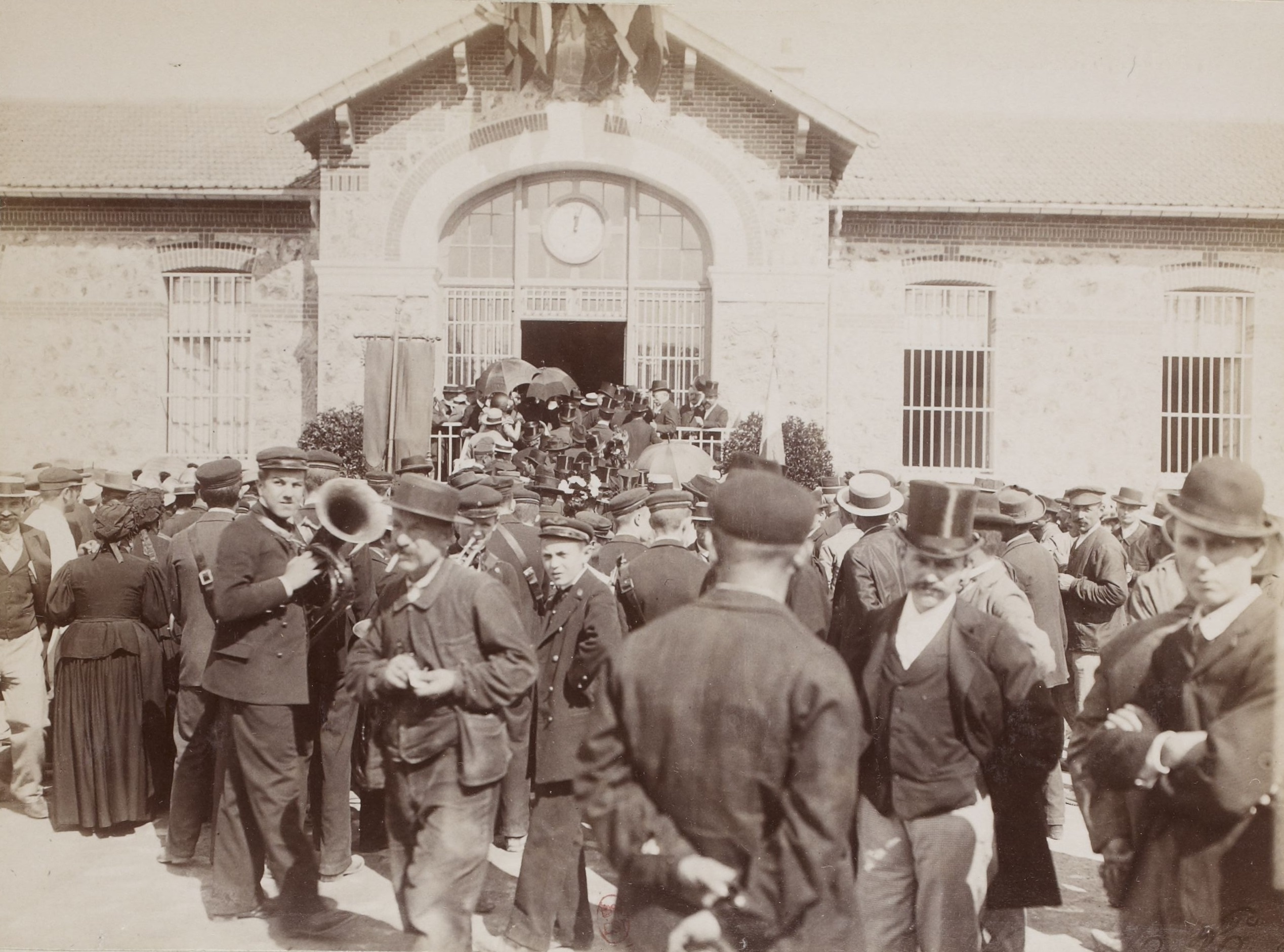
Presó de Fresnes (inauguració el juliol de 1898).

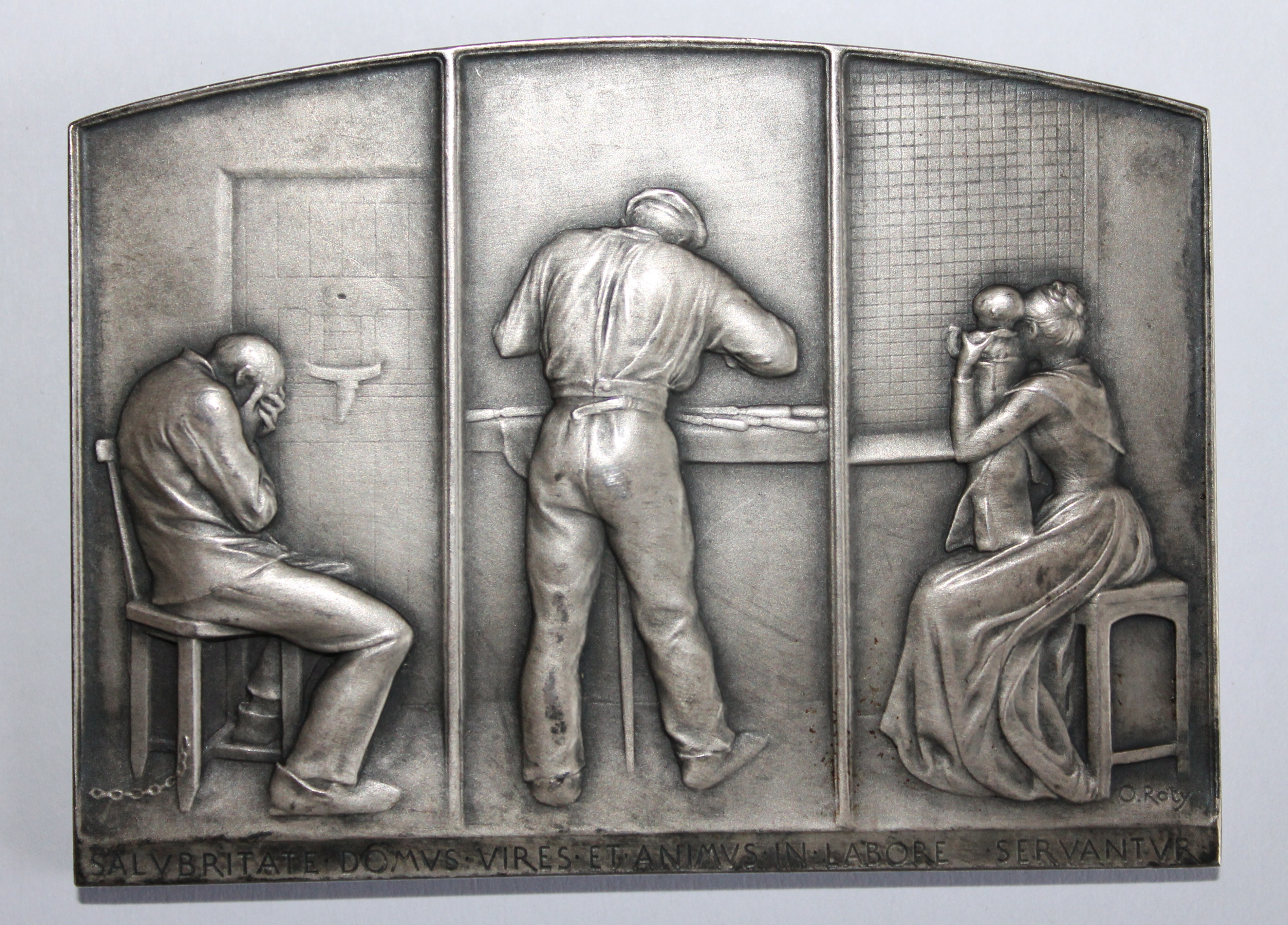
Medalla per la inauguració de les presons de Fresnes-les-Rungis.

La presó va ser construïda entre 1895 i 1898 per l'arquitecte Henri Poussin. En aquesta ocasió el gravador Oscar Roty va encunyar una medalla. L'arquitectura implementada és innovadora i funcional, es coneixerà com el pla "en un pal de telèfon". Per primera vegada, els blocs de cel·les es disposen perpendicularment a un passadís central, que serveix als altres blocs i a les sales comunes. Va servir de model durant gairebé un segle per a moltes altres presons a França, com ara les Baumettes a Marsella, o als Estats Units, Rikers Island a Nova York.
El 1978 l'administració va decidir emmagatzemar-hi la guillotina, amb la intenció de convertir la presó en l'únic lloc autoritzat per a execucions capitals a França, i es va reservar un lloc especial de formigó per muntar l'instrument. Tanmateix, la "vídua" roman en silenci, ja que els darrers presoners traslladats a Fresnes amb per a la seva possible execució han estat tots indultats o han vist les seves condemnes convertides després de l'abolició de la pena de mort.
Durant molts anys ha estat assenyalat regularment pel seu estat de ruïna, la superpoblació i les condicions de vida greument degradades. La presó està particularment infestada de rates i xinxes. El 30 de gener del 2020, quan el Tribunal Europeu de Drets Humans va condemnar França per la sobrepoblació de les seves presons, esmentà el centre penitenciari de Fresnes juntament amb cinc altres establiments penitenciaris.

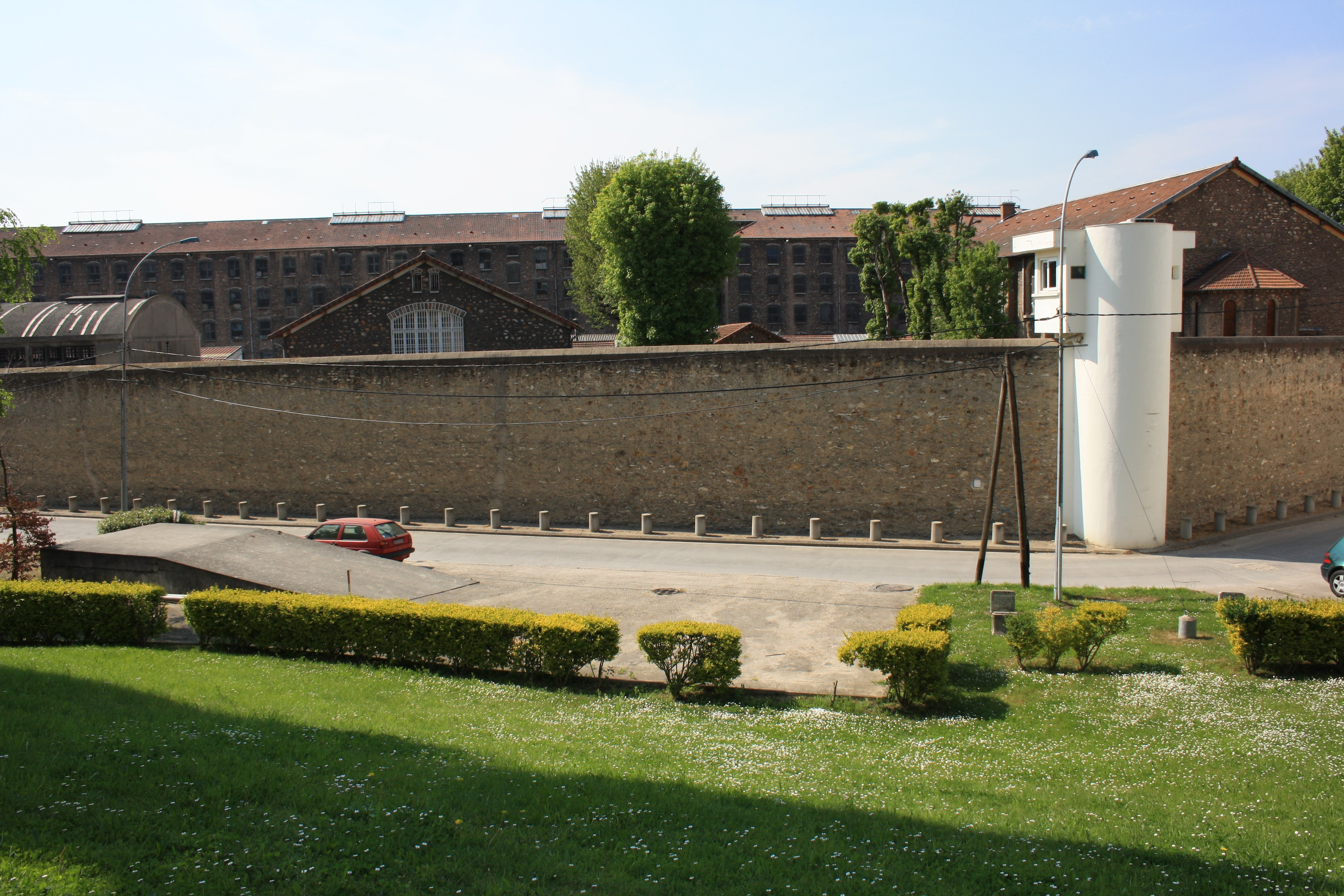
El CP de Fresnes.

### Motí
El 9 de maig del 1985 quatre-cents presos del centre de detenció preventiva i de l'hospital de la presó es trobaren a les teulades. Durant els enfrontaments amb la policia, que va fer un ús massiu de granades de gas lacrimogen, un pres de 32 anys anomenat Alain Pinol morí després de caure del terrat. El grup de rock alternatiu Bérurier Noir li va retre homenatge en una cançó.

### Cas de corrupció
El 27 de març del 2018 després de diverses queixes de reclusos de la presó de Fresnes, foren detinguts set homes, entre ells un director i un guàrdia del centre, així com dos reclusos i un capellà de la presó jueva. Els investigadors de la Policia Judicial de París i Versalles els creien sospitosos  de participar en una xarxa de corrupció. Es diu que els dos corruptors, entre ells Arnaud Mimran, rebien diners a canvi d'un tracte preferent "concedit a presos que membres de la comunitat jueva ". S'obrí una investigació judicial. El judici se celebrà del 10 de novembre del 2022

### Afer Kohlantess
La direcció del centre penitenciari autoritzà, en el marc de la lluita contra la reincidència, un joc anomenat «Kohlantess», paròdia de Koh-Lanta, el 27 de juliol del 2022. Tres equips que representaven guàrdies, interns i joves del districte de Fresnes van competir en diversos esdeveniments en benefici de tres organitzacions benèfiques. Aquest joc incloïa un qüestionari de coneixements generals, una cursa d'obstacles, una prova de kàrting i fins i tot un estira-i-arronsa. Djibril Dramé, el creador de "Kohlantess", explica que aquest projecte forma part d'un marc de reintegració.
El 19 d'agost del 2022 es va publicar a YouTube un vídeo amb imatges d'aquest partit. L'endemà, diversos càrrecs electes hi reaccionaren, com ara Hélène Laporte, vicepresidenta de l'Assemblea Nacional, de Reagrupament Nacional. Aquest últim critica l'organització de "activitats d'estiu per a interns" que, segons ella i altres càrrecs electes d'extrema dreta, es financen amb impostos. L'associació explica que ha finançat íntegrament l'organització dels esdeveniments. El diputat dels Republicans Éric Ciotti, per la seva banda, declara que "Les nostres presons no són campaments d'estiu on els reclusos i els guàrdies construeixen amistats".
Éric Dupond-Moretti, ministre de Justícia, ordena una investigació administrativa. Segons el diari Le Figaro, aquesta manifestació havia estat denunciada a l'oficina del ministre i el vídeo havia estat verificat "minuciosament" pel Departament de Comunicacions del Ministeri de Justícia. La decisió del ministre és criticada per càrrecs electes, inclòs Louis Boyard, que recordava haver "alertats sobre les condicions de detenció a Fresnes" i demanant "que les associacions hi tornin a aportar una mica d'humanitat".Per a Thomas Dossus, senador de Les Écologistes, el ministre "prefereix ballar claqué davant de l'extrema dreta" mentre que l'empresa es defensa al·legant que l'esdeveniment de kàrting no s'havia anunciat. El sindicat FO-Pénitentiaire exigeix el relleu del director del centre penitenciari.
Arran de les revelacions que entre els participants detinguts hi havia una persona condemnada per violació i una altra per assassinat, l'equip de producció decidí retirar el vídeo, creient que no havia estat informat per l'administració, que havia seleccionat els participants únicament segons el seu procés de rehabilitació. Segons Marianne l'afer sorgí en un context de tensions, ja que el personal de l'establiment ja era sota lupa de l'opinió pública per diverses investigacions judicials.

## Presos notables
Com qualsevol presó important, la presó de Fresnes té la seva quota de presos famosos.
Sidney Bechet hi va passar diversos mesos  després d'un altercat, que va tenir lloc el 23 de desembre del 1928 al carrer Pierre-Fontaine de París, amb un altre músic, Mike McKendrick, durant el qual es van disparar trets que van ferir diversos vianants. Al final d'aquest empresonament Bechet fou expulsat de França
Durant l'ocupació alemanya la presó fou usada pels nazis per empresonar i torturar combatents de la resistència. Blanche Auzello va ser empresonada i torturada allà durant un mes per la Gestapo el juny del 1944, igual que Madeleine Riffaud dos mesos després.
El conseller de la Generalitat republicana Josep Miret hi fou torturat  abans de ser deportat i assassinat a Mauthausen el 1944, l'espia comunista Joaquim Olaso hi fou internat de la seva deportació a Mauthausen  i la republicana catalana Dolors Piera i estigué detinguda abans d'exiliar-se a Xile.
Després del Desembarcament de Normandia la Gestapo hi executà algunes de les presoneres, com ara Francine Fromond i Suzanne Spaak, aquesta última una setmana abans de l'alliberament de París.
Durant la purga que va seguir a l'Alliberament, fou usada per a l'empresonament de col·laboracionistes, com ara Jean Hérold-Paquis, Adrien Marquet, Bernard Ménétrel, Pierre Laval, executat l'octubre del 1945 dins dels murs de la presó, el cap de la Milícia Francesa, Joseph Darnand, l'escriptor Robert Brasillach, empresonat fins a la seva execució el febrer del 1945 i on va escriure els Poèmes de Fresnes, el periodista i cap de premsa Jean Luchaire, l'industrial Louis Renault, qui patí una malaltia que l'acabaria matant, i l'almirall Georges Robert, alt comissari del règim de Vichy per als territoris francesos d'ultramar de l'Atlàntic Occidental (Antilles - Guaiana i Saint-Pierre i Miquelon). Condemnat a mort l'abril del 1945 Henri Dentz un general de l'exèrcit que va servir a Vichy a Síria, li fou commutada la pena per cadena perpètua. Empresonat a Fresnes, hi va morir el desembre del mateix any.  Jean Genet, un pres comú, hi escrigué Els condemnats a mort el 1942.  El dibuixant antisemita Ralph Soupault, empresonat de 1947 a 1950, va aconseguir que la seva obra il·lustrada Fresnes : Reportage d'un témoin fos publicada el 1947 amb el pseudònim Rio.
Tino Rossi, arrestat el 1944, va passar uns dies a la presó de Fresnes; ràpidament absolt, va rebre una compensació i una disculpa del govern.
En els anys de la postguerra l'escriptor estatunidenc James Baldwin hi fou empresonat el desembre del 1949, després d'haver estat arrestat per error per receptació de béns robats durant la seva estada a París.
Més recentment, Georges Ibrahim Abdallah, Jean-Luc Lahaye (sis mesos, a l'edat de disset anys, per robatori de cotxes), Patrick de Ribemont, Paul Touvier, Audrey Chenu, Loïk Le Floch-Prigent, Arnaud Mimran, Lacrim, Cyril Astrucer i Michel Fourniret també hi estigueren.
El raper Kaaris roman en detenció preventiva fins 6 de setembre del 2018 al centre penitenciari de Fresnes després d'un altercat amb el raper Booba a l'aeroport d'Orly.